# Puerto del Mortirolo
El Puerto del Mortirolo (1851 m), también conocido como Puerto de la Foppa, es un puerto de montaña italiano que comunica las zonas alpinas de la alta Valtellina y la alta Val Camonica.
Se trata de un recorrido que nunca ha sido muy frecuentado, ya que la alternativa del puerto de Aprica es mucho más fácil y segura para llegar a Bormio y la parte alta de Valtellina, viniendo desde las provincias de Brescia o de Trento.
A finales de abril de 1945 se desarrollaron en este puerto combates entre partisanos y tropas alemanas durante su retirada hacia Alemania.

## Ciclismo
Tras quedar durante muchos años como una carretera secundaria de montaña, la situación dio un vuelco a partir de 1990, cuando fue incluido en el recorrido del Giro de Italia, a causa de sus pendientes muy acentuadas y constantes en su vertiente septentrional. Tras ser asfaltado, la carrera ciclista ha pasado por el mismo durante más ocasiones. Han tenido lugar algunas hazañas que han entrado en la leyenda del ciclismo. Una de ellas fue la fuga solitaria del, por entonces emergente, ciclista italiano Marco Pantani en 1994, quien se despegó de cotizados adversarios como Miguel Induráin, Eugeni Berzin y su amigo Claudio Chiappucci.
La cara norte, que comienza en Mazzo di Valtellina, está considerada hoy como una de las subidas más duras de Europa y es meta de muchos amantes del ciclismo que se aventuran con esta difícil escalada.
Tiene una longitud de unos 12,5 km para salvar un desnivel de 1300 metros. La pendiente media es superior al 10% llegando en algunos sectores hasta el 18%. Sólo los últimos 3-4 kilómetros presentan unas pendientes más suaves. Los mejores profesionales lo recorren en menos de 45 minutos (por ejemplo, Ivan Gotti empleó 43 minutos y 10 segundos en el Giro de 1997.)
En el mes de mayo de 2006 se puso en el kilómetro 8 de la subida, en la localidad de Piaz de l’acqua, una escultura, realizada por Alberto Pasqueal, dedicada a Marco Pantani, representado durante un momento de esfuerzo, con las manos sobre el manillar y dándose la vuelta para observar a sus adversarios.

### Nueva vertiente: Tovo di Sant'Agata (año 2012)
En la edición del 2012 se estrenó una nueva vertiente del puerto, aún más dura que la habitual. Esta comienza en la localidad de Tovo di Sant'Agata y tiene unas cifras de 11,1 km al 10,4 % contando con un descenso cerca de la parte final de casi 1 km que baja el porcentaje medio. Sin embargo, esa vez no se coronó en la cima habitual sino antes de coronar se tomó dirección Mazzo di Valtellina para descender por el ascenso habitual y tomar dirección Stelvio.

## Palmarés
A continuación se listan los ciclistas que pasaron en primera posición el Paso del Mortirolo en las diferentes ediciones del Giro de Italia, todas ellas por la vertiente de Mazzo di Valtellina, salvo las de 1990, 2012, 2017, 2022 y 2024:
| Año  | Nombre            | País         | Etapa | Vertiente           |
| ---- | ----------------- | ------------ | ----- | ------------------- |
| 1990 | Leonardo Sierra   | Venezuela    | 17    | Edolo               |
| 1991 | Franco Chioccioli | Italia       | 15    | Mazzo di Valtellina |
| 1994 | Marco Pantani     | Italia       | 15    | Mazzo di Valtellina |
| 1996 | Ivan Gotti        | Italia       | 21    | Mazzo di Valtellina |
| 1997 | Wladimir Belli    | Italia       | 21    | Mazzo di Valtellina |
| 1999 | Ivan Gotti        | Italia       | 21    | Mazzo di Valtellina |
| 2004 | Raffaele Illiano  | Italia       | 19    | Mazzo di Valtellina |
| 2006 | Ivan Basso        | Italia       | 20    | Mazzo di Valtellina |
| 2008 | Toni Colom        | España       | 20    | Mazzo di Valtellina |
| 2010 | Ivan Basso        | Italia       | 19    | Mazzo di Valtellina |
| 2012 | Oliver Zaugg      | Suiza        | 20    | Tovo di Sant'Agata  |
| 2015 | Steven Kruijswijk | Países Bajos | 16    | Mazzo di Valtellina |
| 2017 | Luis León Sánchez | España       | 16    | Edolo               |
| 2019 | Giulio Ciccone    | Italia       | 16    | Mazzo di Valtellina |
| 2022 | Koen Bouwman      | Países Bajos | 16    | Edolo               |
| 2024 | Christian Scaroni | Italia       | 15    | Edolo               |